# Reach for the Stars
Reach for the Stars — глобальна покрокова стратегія від австралійської компанії SSG, випущена 1983 року.
2000 року вийшов рімейк гри під тою самою назвою. Розробники вирішили не вносити великих змін в геймплей, і фактично відтворили стару гру використовуючи сучасні технології.
У 2005 SSG спільно з Matrix Games випустили оновлену версію гри.